# Khugyani (Ghazni)
Khugyani (persiska: خوگیانی), även kallat Wal-e Mohamad-e Shahid (ولی محمد شهید), är ett distrikt i Afghanistan. Det ligger i provinsen Ghazni, i den centrala delen av landet, 130 kilometer sydväst om huvudstaden Kabul.
Distriktet beräknades år 2022 ha cirka 24 000 invånare.